# Caserío Eduegi
El caserío Eduegi se ubica en el Barrio de Aldaiegia, también denominado San Cristóbal del término municipal de Vergara (Guipúzcoa, España) se identifica como el n.º 11 de este barrio y el acceso se realiza por una pista que, antes de Angiozar y tras rebasar el caserío Amuskibar, sube hacia la izquierda en la carretera Vergara-Angiozar.
Eduegi constituye un magnífico ejemplo de la evolución y adaptación del caserío-lagar del siglo XVI en la zona del Alto Deva. Se trata de una variedad de caserío gótico-renacentista limitado geográficamente a esta zona de Guipúzcoa (Alto Deva y Alto Urola) que se caracteriza por el aprovechamiento del desnivel que supone el asentamiento a media ladera, para un espacio de semisótano utilizado como bodega y almacén, dando lugar a un alzado asimétrico con una distinta altura de los muros laterales.
En época barroca se remodela la edificación, adosando al antiguo caserío la era porticada que, además de conferir una prestancia señorial junto con la piedra armera que va en la fachada, crea un nuevo espacio funcional de transición entre el exterior y las dependencias interiores del caserío.

## Descripción
El caserío se sitúa a media ladera y es una edificación unifamiliar aislada, de planta rectangular y tejado a dos aguas, con caballete perpendicular a fachada principal. Se apareja en mampostería y buenos sillares en esquinales y definición de vanos. En alzado presenta dos plantas con sótano-bodega en la parte derecha del edificio, aprovechando el desnivel sobre el que se asienta la construcción.
La fachada principal se orienta hacia al SE y presenta una disposición asimétrica con dos arcos de medio punto que voltean sobre imposta y dan acceso al amplio zaguán del caserío. Existe un tercer arco cegado a la derecha en la parte donde se ubica la cocina. En esta fachada se abren seis ventanas de distintos tamaños con recerco de sillar. En la parte derecha, en planta baja, se localiza un acceso adintelado que da paso a la bodega y, sobre la línea media del intercolumnio, entre el segundo y tercer arco, se localiza, descentrado con respecto al eje del edificio, la piedra armera de Eduegi.
La fachada lateral derecha presenta dos huecos de ventilación en forma de saeteras en la parte de la bodega, pequeña ventana cuadrangular con recerco y tres vanos con alféizar moldurado y distribución simétrica, el central balconera antepechada. En el muro trasero, en la parte baja, se abren pequeñas ventanas de iluminación de la bodega y cuadra. En esta fachada, en la parte alta, existe pequeño ventanuco de arco apuntado, en una parte de paño de aparejo gótico. En la fachada izquierda del caserío se localiza el acceso que, aprovechando el desnivel, da paso al desván, a modo de anejo transversal con cubierta a dos aguas.
La cubierta del caserío es un tejado asimétrico con faldón izquierdo mayor que el derecho y con cobertura de teja canal. Tanto en fachada principal como en lateral izquierda presenta el caserío en sus muros varias hileras de ménsulas de piedra.
La planta del edificio se divide en dos crujías por el muro cortafuegos que en planta baja separa la cuadra de la vivienda. En el cortafuegos un paso pone en comunicación las dos partes, paso que en este caso conserva la puerta de forja del XVI. Las ventanas de las alcobas se abren al interior en escarzano y son "vanos de asiento», con bancos empotrados a los lados del hueco.
El sistema estructural consiste en muros de cargas perimetrales y sistema de postes enterizos que van desde la cuadra hasta el armazón de cubierta. Los postes se asientan sobre poios de obra para evitar deterioros y con ayuda de jabalcones sustentan las vigas maestras horizontales de primera planta y los tirantes y cabríos de la cubierta. En los caseríos-lagar este sistema estructural estaba adaptado para la función del caserío, e integraba en su esqueleto de postes, los postes-guía del lagar de viga, tal y como se puede observar en Eduegi.